# Бегунов, Борис Николаевич
Борис Николаевич Бегунов (1909—1972) — советский учёный в области теории оптических систем, доктор технических наук, профессор, лауреат Государственной премии СССР (1985).
Родился в Санкт-Петербурге в семье купца I гильдии Николая Александровича Бегунова (торговца мехами).
Окончил Ленинградский техникум точной механики и оптики (1930) и организованный на его базе оптический факультет ЛИТМО (1931, первый выпуск).
В 1931—1938 гг. работал в Оптической лаборатории Московского института инженеров геодезии, аэрофотосъемки и картографии.
С 1938 по 1972 г. в МВТУ имени Баумана на кафедре П-3 (получившей в 1988 году, при переименовании МВТУ в МГТУ название «Оптико-электронные приборы научных исследований» РЛ-3).
С 1950—х гг. по совместительству преподавал в МГУ.
Доктор технических наук, профессор. Докторская диссертация:
- Геометрические основы трансформирования оптических изображений : диссертация … : доктора технических наук : 05.00.00. — Москва, 1964. — 315 с. : ил.

Автор и учебников по оптике. За учебник «Теория оптических систем» (2-е издание, 1981) был удостоен Государственной премии СССР (1985).
Перворазрядник по шахматам.
Сочинения:
- Схемы просчетов лучей. Оптическое стекло / Предисл.: проф. Б. В. Фефилов ; Моск. ин-т инж-ров геодезии, аэрофотосъемки и картографии, Оптич. лаборатория [Текст]. — Москва : Редбюро ГУГСК НКВД СССР, 1938 (1 журн. тип. ГОНТИ). — 55 с. : черт.; 25 см.
- Трансформирование оптических изображений [Текст]. — Москва : Искусство, 1965. — 231 с. : ил.; 22 см.
- Геометрическая оптика [Текст]. — Москва : Изд-во Моск. ун-та, 1961. — 261 с. : ил.; 22 см.
- Геометрическая оптика [Текст] : [Учеб. пособие для физ. и оптико-механ. специальностей вузов]. — 2-е изд., перераб. — Москва : Изд-во Моск. ун-та, 1966. — 210 с. : ил.; 22 см.
- Теория оптических систем [Текст] : [Учеб. пособие для втузов] / Б. Н. Бегунов, Н. П. Заказнов. — Москва : Машиностроение, 1973. — 488 с. : черт.; 21 см.
- Бегунов Б. Н., Заказнов Н. П., Кирюшин С. И., Кузичев В. И. Теория оптических систем. — 1981. — 432 с.

В 1992 году Заказнов Н. П., Кирюшин С. И. и Кузичев В. И. опубликовали третье издание книги «Теория оптических систем», не указав Б. Н. Бегунова в числе соавторов.
Племянник — Бегунов, Юрий Константинович.